# Reverse Records
|  | Sammenskrivningsforslag Artiklen Reverse Records er foreslået føjet ind i Kamikaze (band). (Siden november 2020) Diskutér forslaget |

Reverse Records er et dansk indiepladeselskab, oprettet i 2006. Det ejes af jazzmusikerne Janus Magnussen, Jalte Windum og Peter Sylvest. Har indspillet albummene Darfur (album), Stalking elk og Trashthrower med jazzbandet kamikaze (band). Har til huse i Allerød. Både dette pladeselskab, og bandet er tæt forbundet, og styres af de samme stiftere. Det hører under paraplyfænomenet "Jazzklubben".